# Benetutti
Benetutti (sardisk: Benetùtti) er en by og en kommune (comune) i provinsen Sassari i regionen Sardinien i Italien. Byen ligger i 406 meters højde og har 1.862 indbyggere (2016). Kommunen har et areal på 94,45 km² og grænser til kommunerne Bono, Bultei, Nuoro, Orune, Oniferi, Orani, Orotelli, Nule og Pattada.